# Agriomelissa brevicornis
Agriomelissa brevicornis là một loài bướm đêm thuộc họ Sesiidae. Nó được tìm thấy ở Cameroon.